# Champigneulles
Champigneulles är en kommun i departementet Meurthe-et-Moselle i regionen Grand Est (tidigare regionen Lorraine) i nordöstra Frankrike. Kommunen ligger i kantonen Pompey som tillhör arrondissementet Nancy. År 2022 hade Champigneulles 6 588 invånare.

## Befolkningsutveckling
Antalet invånare i kommunen Champigneulles
| Referens: INSEE |